# ストーン郡 (ミズーリ州)
ストーン郡（英: Stone County）は、アメリカ合衆国ミズーリ州の南西部に位置する郡である。2010年国勢調査での人口は32,202人であり、2000年の28,658人から12.4％増加した。郡庁所在地はガリーナ市（人口440人）であり、同郡で人口最大の都市はキンバリングシティ市（人口2,400人）である。ストーン郡は1851年2月10日に組織化され、郡名はイギリス系開拓者かつメリーランド州の初期入植者で、トーニー郡判事も務めたウィリアム・ストーンに因んで名付けられた。
ストーン郡はブランソン小都市圏に属している。

## 地理
アメリカ合衆国国勢調査局に拠れば、郡域全面積は510.91平方マイル (1,323.3 km2)であり、このうち陸地463.22平方マイル (1,199.7 km2)、水域は47.68平方マイル (123.5 km2)で水域率は9.33％である。

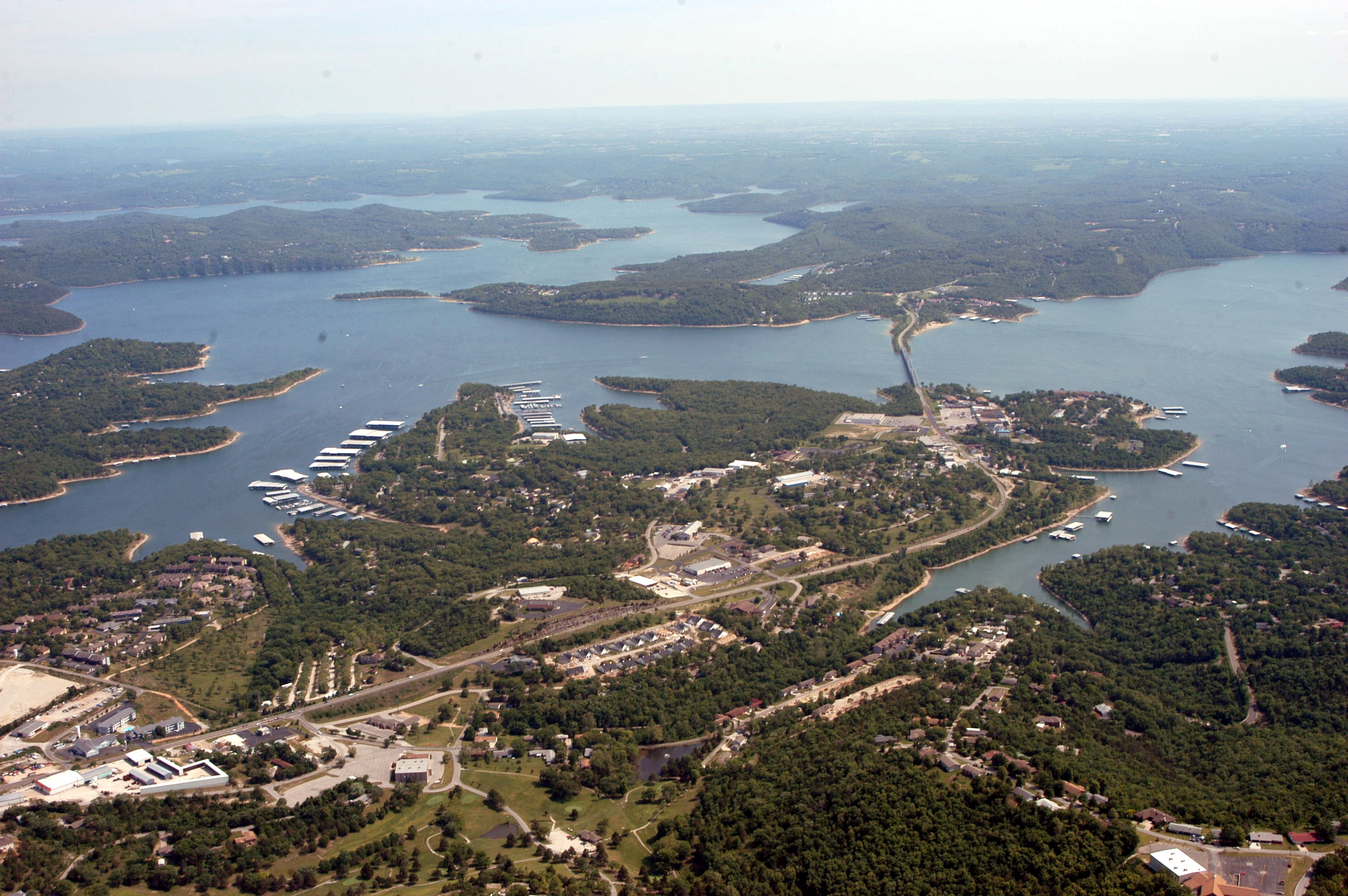
キンバリングシティ

### 主要高規格道路
- ミズーリ州道13号線
- ミズーリ州道76号線
- ミズーリ州道86号線
- ミズーリ州道173号線
- ミズーリ州道176号線
- ミズーリ州道248号線
- ミズーリ州道265号線
- ミズーリ州道413号線

### 空港
ブランソンウェスト空港は、ブランソンウェスト市民空港とも呼ばれ、郡内の公共用途ゼネラル・アビエーション空港である。空港所有者であるブランソンウェスト市の中心事業街から西に2海里 (3.7 km) にある。

### 隣接する郡
- クリスチャン郡 - 北
- トーニー郡 - 東
- キャロル郡 (アーカンソー州) - 南
- バリー郡 - 西
- ローレンス郡 - 北西

### 国立保護地域
- マーク・トウェイン国立の森（部分）

## 人口動態
以下は2000年の国勢調査による人口統計データである。
| 基礎データ - 人口: 28,658人 - 世帯数: 11,822 世帯 - 家族数: 8,842 家族 - 人口密度: 24人/km2（62人/mi2） - 住居数: 16,241軒 - 住居密度: 14軒/km2（35軒/mi2） 人種別人口構成 - 白人: 97.64% - アフリカン・アメリカン: 0.07% - ネイティブ・アメリカン: 0.61% - アジア人: 0.18% - 太平洋諸島系: 0.03% - その他の人種: 0.25% - 混血: 1.20% - ヒスパニック・ラテン系: 1.04% 先祖による構成 - アメリカ人：24.3％ - ドイツ系：20.4％ - イギリス系：11.3％ - アイルランド系：10.8％ 年齢別人口構成 - 18歳未満: 21.4% - 18-24歳: 6.2% - 25-44歳: 23.8% - 45-64歳: 29.7% - 65歳以上: 18.9% - 年齢の中央値: 44歳 - 性比（女性100人あたり男性の人口） - 総人口: 96.2 - 18歳以上: 93.1 | 世帯と家族（対世帯数） - 18歳未満の子供がいる: 25.6% - 結婚・同居している夫婦: 64.7% - 未婚・離婚・死別女性が世帯主: 7.2% - 非家族世帯: 25.2% - 単身世帯: 21.4% - 65歳以上の老人1人暮らし: 10.3% - 平均構成人数 - 世帯: 2.40人 - 家族: 2.76人 収入と家計 - 収入の中央値 - 世帯: 40,487米ドル - 家族: 46,675米ドル - 性別 - 男性: 26,224米ドル - 女性: 19,190米ドル - 人口1人あたり収入: 21,813米ドル - 貧困線以下 - 対人口: 12.8% - 対家族数: 8.5% - 18歳未満: 19.0% - 65歳以上: 8.1% |

## 教育
ストーン郡の25歳以上の住民のうち、80.4％は高校卒以上の学歴を持ち、14.2％は学士以上の学位を持っている。

## 都市と町
| - ブルーアイ - ブランソンウェスト - ケイプフェア - カーレーン | - コニーアイランド - クレイン - クロスローズ - エルジー | - ガリーナ - 郡庁所在地 - ハーリー - インディアンポイント - キンバリングシティ | - ランプ - マコードベンド - ポンセデレオン - ポッサムトロット | - リーズスプリング - リーズスプリングジャンクション - シェルノブ - ユニオンシティ | - ビオラ |

## 政治

### 地方
ストーン郡の地方レベルでは共和党が大半の政治を支配しており、郡の選挙で選ばれる役職を1人以外は独占している。共和党の郡政委員が死んだ時に、民主党員で州知事のジェイ・ニクソンが、その空席を民主党員のジム・ハイに埋めさせた。

#### 国政
大統領選挙のレベルでは州南西部の郡と同様に、共和党支持の強い地盤ある。2000年と2004年の大統領選挙では、ジョージ・W・ブッシュが2対1以上の票差でストーン郡を制した。2008年の選挙では、州内の田園部にある郡と同様、バラク・オバマよりジョン・マケインを選んだ。ストーン郡では、過去50年以上民主党候補が制したことはない。
ストーン郡は州南西部バイブル・ベルトにある田園部郡と同様、社会的にまた文化的に保守的であり、それが共和党支持の傾向に強く影響している。2004年の州民投票では、結婚を男と女の結合として定義する州憲法改正案をストーン郡は79.87％という圧倒的多数で賛成した。州全体でも71％の賛成で可決し、ミズーリ州は同性結婚を禁止する最初の州になった。2006年の州民投票では、胚性幹細胞の研究を予算化し、合法化する憲法改正案が掛けられたが、ストーン郡では52.80％が反対した。州全体では51%の賛成と辛うじて改正が成立し、胚性幹細胞の研究を最初に認めた州の1つになった。郡民は伝統的に社会問題に保守的であるが、最低賃金の増加のような人民主義的施策は支持する傾向にある。やはり2006年の州民投票で最低賃金を時間あたり6.50ドルに増やす命題については、ストーン郡では76.72％が支持した。この命題は州内のどの郡でも支持され、75.94％が賛成した。

#### 2008年大統領予備選挙
2008年の大統領予備選挙で、ストーン郡は二大政党の候補者をどちらも州全体と全国で二位に終わった者を選んだ。民主党の予備選挙ではヒラリー・クリントンが1位となったが、共和党予備選挙では元アーカンソー州知事のマイク・ハッカビーがクリントンより多い得票で1位になった。